# Panhāla
Panhāla är en ort i Indien.   Den ligger i distriktet Kolhapur och delstaten Maharashtra, i den sydvästra delen av landet, 1 400 km söder om huvudstaden New Delhi. Panhāla ligger 947 meter över havet och antalet invånare är 3 634.
Terrängen runt Panhāla är varierad. Panhāla ligger uppe på en höjd som går i öst-västlig riktning. Runt Panhāla är det tätbefolkat, med 735 invånare per kvadratkilometer. Närmaste större samhälle är Kolhāpur, 18,3 km sydost om Panhāla. Trakten runt Panhāla består till största delen av jordbruksmark.